# Bosanska Krupa
Bosanska Krupa je mesto in središče istoimenske občine v severozahodnem delu Bosne in Hercegovine. Nahaja se v dolinah rek Une in Krušnice. Največji del mesta se je razvil na nizkem prehodu med hribi Hum in Staro mesto na nadmorski višini 176 m v razširjenem delu reke Une. Občina meji na občine Bihać, Cazin, Bužim, Bosanski Petrovac, Sanski Most, Novi Grad in Dvor v Republiki Hrvaški. Skozi središče teče reka Una. Mesto je z zahodno in južno Evropo povezano s cestnimi povezavami.

## Zgodovina
Ime Bosanska Krupa izhaja iz staroslovanske besede »krupa«, ki ima več pomenov. Beseda krupa se je ohranila v imenu vrste atmosferskih padavin, v ženskem pripomočku za olepševanje, pomenila pa je tudi dolino, vendar je eden najbolj omenjenih pomenov za ime krupa ta, da je ime dobil po deklici z imenom Krupana ki je živela v današnji Krupi.

### Prazgodovina
Naselje in njegovi materialni ostanki z imenom Bosine v prazgodovini pričajo o poselitvi območja. Temelji in stene gradišč so bili izkopani na Kekići glavici pri Zalinu, na Oblali pri Malem Radiću in na gradišču pri vasi Suvaja. Območje Krupe in okolice je bilo obrobno ozemlje keltsko-ilirskega plemena Japodov, ki so ga Rimljani premagali leta 35 pr. n. št. Med naselji iz rimske dobe je najbolj znano tisto, ki so odkrili pri Gromili v vasi Ljusina pri Krupi. Tam so bili izkopani temelji rimskih stavb in razni predmeti. Številni izkopani grobovi rimskih vojakov, v katerih so bili poleg človeških kosti še rimski denar, meč in drugi predmeti, govorijo o prisotnosti Rimljanov na tem območju. V obdobju rimske vladavine je območje okoli srednje Une pripadalo rimski provinci Dalmaciji. Po razdelitvi rimskega cesarstva leta 395 na vzhodno in zahodno je porečje Une postalo del zahodnega rimskega cesarstva. Zanesljivih podatkov o dogodkih na tem območju v tem času ni. Znano je le, da v 5., 6. in 7. stoletju v porečje reke Une prodrejo Goti in širijo moč Bizanca, da bi se sčasoma naselili Avari in Slovani.

### Srednji vek
V srednjem veku je območje današnje občine Krupa pripadalo hrvaškemu kraljestvu in Ogrski državi. V 10. stoletju je bila del župnije Pset. V 13. stoletju se izgubi ime Pset, prvič pa se je pojavilo ime Krupa. Trdnjava v Krupi, katere ostanki se nahajajo na griču, imenovanem Grad, je bbila zgrajena že v 13. stoletju, ni pa znano, kdo jo je zgradil. Po legendi je to trdnjavo zgradila deklica Krupana. Prvi znani gospodje Krupe so bili plemiči Babonići. Od leta 1410 do leta 1429 je bila Krupa kraljevsko mesto, ki so mu v imenu ogrskega kralja vladali kastelani. Kasneje je Krupo leta 1456 dobil Friderik Celjski, vendar si jo je istega leta  prisvojil Martin Frankopan. 
Od leta 1463 do leta 1490 je bila Krupa spet v lasti ogrskih vladarjev, upravljali pa so jo senjski kapitani. Od leta 1490 je lastnik mesta Ivan Korvin. Po tem je Krupa že tretjič postala kraljevo mesto in kmalu prišla v roke bana Ivana Karlovića. Od leta 1531 do padca pod osmansko oblast je bila Krupa last zrinjskih knezov. Kara-Mustafa paša Sokolović je 23. junija 1565 zavzel krupsko trdnjavo in od takrat je bila Krupa pod osmansko oblastjo vse do 1878, ko je oblast nad Bosno prevzela Avstro-Ogrska monarhija. Zadnji hrvaški kapitan je bil vojvoda Matija Bakić, ki se je utopil ob sotočju reke Krušnice in Une. Medtem ko se je na levem bregu reke Une bila odločilna bitka, je tam, kjer je danes železniška postaja deset dni bila ogrska vojska, sestavljena večinoma iz Slovanov pod poveljstvom nemškega Auersperga, ki ni hotel pomagati obleganim Krupljanom. Skupina približno osemdesetih vojakov Avstro Ogrske je poskušala priskočiti na pomoč, vendar so jih osmanski vojaki ustavili.

### Nova doba in moderna doba
Avstrijci so oblegali Krupo v letih 1581, 1690, 1692 in 1716. Krupski grad so popravili leta 1783 in 1816. Leta 1833 je bilo v mestu 12 topov. Osmani so v mesto postavili močno posadko, ki je leta 1577 imela 300 konjenikov in 400 pešakov. V Krupi sta bila nastanjena tudi dizdar in kapitan. Od druge polovice 18. stoletja so bili dizdarji in kapetani Krupe Badanjkovići ali Badnjevići. Med bolj znanimi krupskimi dizdarji so Turhanaga 1627, Omeraga 1637, Redžepaga 1638 in 1641, Mehmedaga 1730 in zadnji Muharemaga (umrl v Krupi leta 1875 v starosti 82 let). 
Po uradnem avstro-ogrskem popisu je leta 1885 imela Krupa 2.096 prebivalcev. Leta 1918 je bila Krupa po koncu prve svetovne vojne in razpadu Avstro-Ogrske del Kraljevine Srbov, Hrvatov in Slovencev in nato Jugoslavije. Po koncu druge svetovne vojne je bila Bosanska Krupa del SFRJ.

### Vojna v Bosni in Hercegovini
21. aprila 1992 so srbski uporniki iz okoliških vasi s pomočjo nekdanje JLA napadli Bosansko Krupo in zasedli polovico mesta do reke Une. Do 17. septembra 1995 je bila prva bojna črta med enotami JLA in Armijo Bosne in Hercegovine v središču Bosanske Krupe. JLA in Srbi so z ozemlja, ki so ga nadzorovali, pregnali celotno bošnjaško prebivalstvo. V delu Krupe so bila taborišča za Bošnjake. Enote JLA so 17. septembra 1995 pobegnile iz izropanega, požganega in uničenega mesta pred ofenzivo Armije BiH in Bosanskokrupske 511. Slavne brdske brigade. Od tega datuma je Bosanska Krupa del Federacije BiH v Unsko-sanskem kantonu.

## Geografija
Pred vojno leta 1992. je občina Bosanska Krupa zavzemala površino od 778 km2. Med zadnjo vojno sta se odcepili občini Bužim in Krupa na Uni, ki mejijo na reko Uno, tako da občina Bosanska Krupa zdaj zavzema površino od 556 km 2. Po popisu iz leta 1991 je imela občina 58.212 prebivalcev, danes pa se je to število zmanjšalo na 32.465 prebivalcev. Mesto ima danes približno 15.400 prebivalcev.

### Podnebne značilnosti
Občina Bosanska Krupa ima celinsko podnebje, kar se odraža v visokih temperaturah v poletnih mesecih, povprečna letna temperatura pa je 11,3 ° C. Obstaja tudi zelo oster prehod temperature med zimo in pomladjo (7. marca °C - 11. aprila °C). Jesen je sezona z največ padavinami, sledi ji pomlad, zato jesen in pomlad predstavljata mokre dele leta in imata v povprečju 723 mm / m 2 padavin. Padavine, ki padajo v spomladanskih in jesenskih mesecih, so dolgotrajne, tihe, obilne in zelo pogosto povzročajo poplave. Snežno obdobje traja povprečno 127 dni na leto. Bosanska Krupa je območje z visokim odstotkom relativne in absolutne vlažnosti. Najmočnejši vetrovi se kažejo februarja.

### Vodotoki
Poleg toka Une in Krušnice za razvoj naselja Bosanska Krupa so značilna tudi tla izvirov na stiku apnenčastega okvirja, zato se pojavljajo izviri različne intenzivnosti. V Bosanski Krupi se v Uno izliva več potokov in rek, na obrobju mesta pa reka Krušnica v Uno. Najvišji vodostaj se pojavi z intenzivnostjo do 5 m relativne višinske razlike, zato visoke vode povzročajo poplave z daljšimi ali krajšimi intervali. Povprečna mesečna gladina vode na Uni je približno 1,84 m, povprečna letna gladina pa približno 1,15 m. Na območju Bosanske Krupe, torej njene neposredne okolice, so izviri, značilni v dveh nadstropjih. Viri, pomembni za to nadstropje na območju Bosanske Krupe, se nahajajo v dolini Krušnice. Na razdalji približno 5 km od mesta je izvir reke Krušnice, ki je ena najmočnejših v Evropi. Na izviru je hidroelektrarna, ki obratuje in je v lasti distribucijske postaje Bihać.

### Ceste
Območje občine je s sosednjimi občinami povezano z mrežo glavnih asfaltnih cest. Skupna dolžina cest v občini Bosanska Krupa je 150 km, od tega 100 km asfalta. Glavna cestna povezava je glavna cesta M-14. Skozi občino Bosanska Krupa potekajo tudi regionalne ceste: 
- Bosanska Krupa - Sanski Most
- Bosanska Otoka - Bužim - V. Kladuša
- Ljusina - Pištaline - Cazin

## Izobraževanje
Na območju te občine deluje tudi zasebna fakulteta:
- IBCollege-Industrija in podjetje - Fakulteta za industrijo in poslovanje

Bosanska Krupa ima dve šoli, kjer je mogoče pridobiti srednješolsko izobraževanje:
- JU "Opća gimnazija" - Bosanska Krupa
- JU "Srednja mešana šola Safet Krupić" - Bosanska Krupa

V občini Bosanska Krupa deluje več osnovnih šol:
- U "Prva osnovna šola" - Bosanska Krupa
- JU "Druga osnovna šola" - Bosanska Krupa
- JU "Druga osnovna šola" - območna šola na Pilani - Bosanska Krupa
- JU "Druga osnovna šola" - območna šola Ostrožnica - Ostrošnica
- JU "Druga osnovna šola" - območna šola Veliki Badić - Veliki Badić
- JU "Druga osnovna šola" - območna šola Arapuša - Arapuša
- JU "Osnovna šola Otoka" - Bosanska Otoka
- JU "Osnovna šola Jezeski" - Jezerski
- PI "Prva osnovna šola Pištaline" - Pištaline
- JU "Osnovna šola Mahmić selo" - Mahmić Selo

## Šport
Prebivalci občine Bosanska Krupa se ukvarjajo z različnimi vrstami športov: košarko, nogometom, odbojko, karatejem, rokometom in vodnim športom. Organizirani so v več športnih združenj. V najbolj priljubljenem športu, nogometu, so trenutno v občini štirje nogometni klubi. Najstarejši je NK Bratstvo iz Bosanske Krupe, ustanovljen že leta 1918, sledijo NK Sloga iz Otoke Bosanske (1922) in NK Željezničar iz Bosanske Krupe (1973), ter ŽNK Željezničar 2011, ustanovljen leta 2011. Trenutno vsi trije klubi igrajo v istem rangu, v Drugi nogometni ligi skupine Federacije BiH "Zahod". Poleg teh nogometnih klubov k istim gravitirajo tudi nogometne šole, kjer aktivno sodelujejo z mladinskim pogonom. Edini košarkarski klub v občini je KK "Bratstvo", potem so tu ŽOK "Una", Kajak-kanu klub "Kormora", Potapljaški klub "Slap", dva karate kluba - KK "Una" in KK "Feniks" in drugi. Nekaj let je imela najbolj opazno športno vlogo  ženski RK "Magram", ki je tekmoval v rokometni Premier ligi BiH, a se je moral zaradi finančnih težav umakniti s tekmovanja.

## Znane osebe
- Mehmed Džemaludin ef. Čaušević, reis-ul-ulema
- Costa Hakman, slikarka
- Enver Krupić, akademski slikar
- Muhamed Delić, akademski slikar
- Branko Ćopić, pisatelj
- Boško Karanovič, grafik
- Faruk Šehić, pisatelj
- Rizo Džafić, univerzitetni profesor in literarni kritik
- Enes Kišević, pesnik
- Murat Šuvalić, pesnik in pisatelj
- Antun Golubić, pesnik
- Redžo Terzič, polkovnik in veleposlanik
- Bora Drljača, ljudski pevec
- Grof Martin Frankopan
- Grof Stjepan Babonić Krupski
- Safet Krupić, filozof
- Sadik Šehić, novinar, pisatelj, publicist in literarni zgodovinopisec
- Dr. Nermin Halkić, kirurg v Švici
- Dr. Pap Ladislav, ustanovitelj KUD "Grmeč"